# Mus cypriacus
Souris de Chypre
Espèce
Statut de conservation UICN

 LC : Préoccupation mineure
Mus cypriacus, la Souris de Chypre, est une espèce de rongeurs endémique de Chypre de la famille des muridés. Elle a été décrite dans plusieurs localités du sud et du nord de Chypre, suggérant qu'elle occupe l'ensemble de l'île. Elle y est sympatrique de la souris domestique (Mus musculus) mais, contrairement à celle-ci, la souris de Chypre n'est pas présente dans les habitations humaines.
Sur Chypre, Mus cypriacus a longtemps été confondu avec la souris de Macédoine (Mus macedonicus) qui occupe la partie orientale du bassin méditerranéen des Balkans jusqu'à l'Iran, et vers Israël au Sud. D'un point de vue phylogénétique, elle reste très proche de Mus macedonicus.

## Description
Mus cypriacus a l'allure classique des espèces de souris. Elle a un pelage dorsal de type agouti, avec un pelage ventral plus clair. Par rapport aux autres espèces européennes de souris, ses oreilles sont larges, et ses yeux protubérants. La longueur de sa queue est inférieure à celle du corps + tête, ce qui la distingue de la souris domestique qui présente une queue plus longue que celle du corps + tête. Elle présente le caryotype standard des souris du genre Mus de 2n=40 chromosomes.
Elle a été décrite en deux étapes. Une première publication en 2004 a indiqué, sur la base de marqueurs moléculaires, la présence d'une nouvelle espèce à Chypre, distincte de la souris domestique, et différente de la souris de Macédoine décrite jusqu'alors à Chypre. La deuxième publication, en 2006, est la description formelle de la nouvelle espèce. La description de nouvelles espèces de mammifères dans l'union européenne restant un évènement peu fréquent, l'annonce de la découverte de la souris de Chypre a fait l'objet d'une couverture presse importante.

## Habitat
Mus cypriacus occupe les terrasses abandonnées, les vignes, les prairies, et le maquis jusqu'à une altitude de 900 mètres. Elle est également trouvée dans les ripisylves à basse altitude. Elle semble toutefois exclue des zones très anthropiques. La distribution des deux espèces de souris de Chypre est à ce titre très proche de ce qui est observée au Levant entre la souris domestique et la souris de Macédoine.

## Évolution
L'île de Chypre est isolée du continent depuis la crise messinienne (6 à 5,3 millions d'années). Or, sur la base des données moléculaires, le temps de divergence entre Mus Cypriacus et Mus macedonicus est estimé à 0,5 million d'années. Cette période correspond à la glaciation de Mindel durant laquelle la distance de Chypre au continent était réduite. La colonisation de Chypre aurait vraisemblablement été rendue possible grâce à des radeaux naturels. La souris de Chypre est l'une des rares espèces de mammifères endémiques des îles méditerranéennes à avoir survécu à la colonisation humaine.

## Systématique
Le nom valide complet (avec auteur) de ce taxon est Mus cypriacus Cucchi, Orth, Auffray, Renaud, Fabre, Catalan, Hadjisterkotis, Bonhomme & Vigne, 2006.